# Lera Millard Thomas

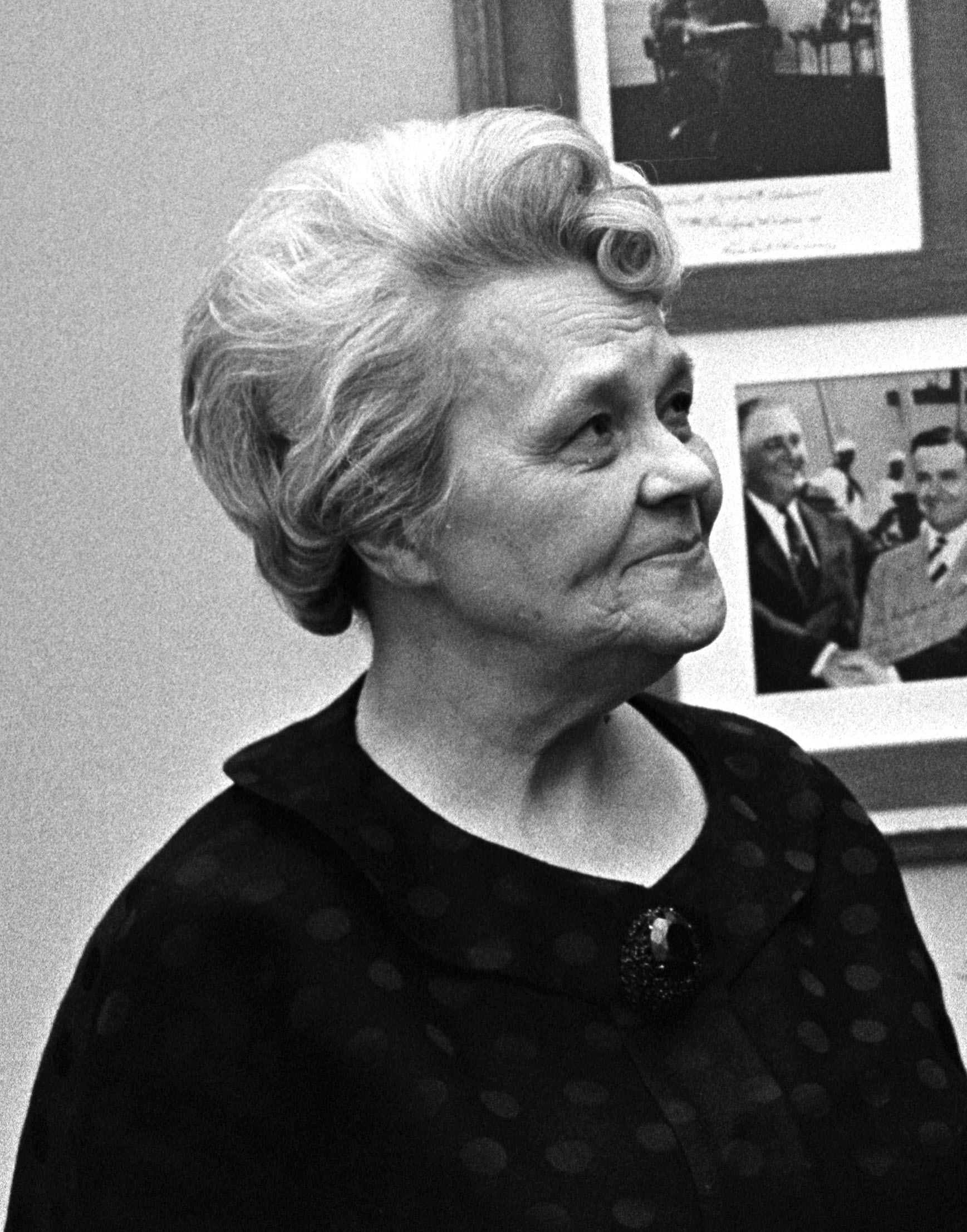
Lera Millard Thomas

Lera Millard Thomas (* 3. August 1900 in Nacogdoches, Texas; † 23. Juli 1993 ebenda) war eine US-amerikanische Politikerin. In den Jahren 1966 und 1967 vertrat sie den Bundesstaat Texas im US-Repräsentantenhaus.

## Werdegang
Lera Millard, so ihr Geburtsname, besuchte das Brenau College in Gainesville (Georgia) und studierte danach an der University of Alabama. Sie wurde Mitglied der Frauenwählervereinigung (League of Women Voters) in Houston und heiratete den Kongressabgeordneten Albert Thomas. Nach dessen Tod wurde sie als Kandidatin der Demokratischen Partei zu seiner Nachfolgerin im Kongress gewählt. Zwischen dem 26. März 1966 und dem 3. Januar 1967 beendete sie die laufende Legislaturperiode im US-Repräsentantenhaus. Diese war von den Ereignissen des Vietnamkrieges überschattet.
Nach dem Ende ihrer Amtszeit in Washington, D.C. arbeitete Lera Thomas im Jahr 1968 als Korrespondentin für die Zeitung Houston Chronicle aus Vietnam. Sie starb am 23. Juli 1993 in Nacogdoches.